# Clanis mahadeva
Clanis mahadeva es una especie de polilla de la familia Sphingidae. Vuela en el norte de la India, Pakistán y Nepal.